# 第17旅団 (ウクライナ国家親衛隊)
第17旅団（だい17りょだん、ウクライナ語: 17-ма бригада）は、ウクライナ国家親衛隊の旅団。第2軍団隷下。

## 歴史

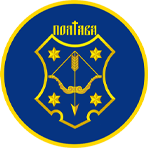
第12独立大隊章

1993年3月19日、ウクライナ国家親衛隊第12独立大隊としてポルタヴァ州で創設された。
2015年7月からドンバス戦争で東部ドネツィク州に配備された。

### ロシアのウクライナ侵攻
2022年5月、ロシアのウクライナ侵攻でロシアと国境を接する北東部ハルキウ州に配備され、2023年1月から激戦地の東部ドネツィク州バフムート地区に再配置され、バフムート方面を防御した。

#### 南部・ザポリージャ戦線
2023年9月、南部ザポリージャ州ポロヒー地区に再配置され、ベルボべ方面に展開した。
2023年10月、部隊増強に伴い、第32連隊に改編された。

#### 東部・スヴァトヴェ-クレミンナ戦線
2023年10月、東部ルハーンシク州スヴァトヴェ地区に再配置され、友軍の救援でクプヤンシク方面を防御した。
2023年12月、部隊増強に伴い、第17旅団に改編された。

#### 東部・南ドネツク戦線

ポルタヴァ市旗

2024年6月、東部ドネツィク州ヴォルノヴァーハ地区に再配置され、ヴェリカ・ノヴォシルカ方面に展開した。
2024年8月23日、ウォロディミル・ゼレンスキー大統領より、名誉称号「ポルタヴァ」を授与された。
2025年3月25日、ウォロディミル・ゼレンスキー大統領より、勇気と勇敢さに対する栄誉賞を授与された。
2025年4月、新編の第2軍団隷下に配属された。

## 編制
- 旅団司令部（ポルタヴァ）
- 第1大隊
- 第2大隊
- 第3大隊

## 第12独立大隊編制
- 大隊本部（ポルタヴァ）
- パトロール中隊
- 小銃中隊
- 戦闘・後方支援小隊
- 衛生小隊